# Juvigny (Haute-Savoie)
Pour les articles homonymes, voir Juvigny.
Juvigny est une commune française située dans le département de la Haute-Savoie, en région Auvergne-Rhône-Alpes.

## Géographie

### Localisation
Juvigny est une petite commune de la Haute-Savoie par son territoire et sa population, frontalière avec le canton de Genève, le centre de Genève étant situé à 12 km de route. Elle est traversée par une ligne de chemin de fer qui suit la rive sud-ouest du Foron. La morphologie urbaine de la commune se répartit en trois zones principales : le chef-lieu, les lieux dits de Paconinges et des Curtines, et de l'autre côté du Foron en direction de Saint-Cergues, Chez Lanovaz et Vers les Bois. Juvigny appartient administrativement au canton de Gaillard. Les activités économiques sont centrées principalement sur l'artisanat et les entreprises de production innovante à haute valeur ajoutée. Il existe un important centre équestre « Le Moulin de Juvigny », fréquenté par de nombreux enfants et adultes de toute l'agglomération.

## Urbanisme

### Typologie
Au 1er janvier 2024, Juvigny est catégorisée commune rurale à habitat dispersé, selon la nouvelle grille communale de densité à sept niveaux définie par l'Insee en 2022.
Elle appartient à l'unité urbaine de Saint-Cergues, une agglomération intra-départementale regroupant trois  communes, dont elle est une commune de la banlieue,,. Par ailleurs la commune fait partie de l'aire d'attraction de Genève - Annemasse (partie française), dont elle est une commune de la couronne,. Cette aire, qui regroupe 158 communes, est catégorisée dans les aires de 700 000 habitants ou plus (hors Paris),.

### Occupation des sols
L'occupation des sols de la commune, telle qu'elle ressort de la base de données européenne d’occupation biophysique des sols Corine Land Cover (CLC), est marquée par l'importance des forêts et milieux semi-naturels (40,3 % en 2018), en diminution par rapport à 1990 (41,2 %). La répartition détaillée en 2018 est la suivante : 
forêts (40,3 %), terres arables (32,2 %), zones urbanisées (22,7 %), zones industrielles ou commerciales et réseaux de communication (4,1 %), prairies (0,7 %).
L'IGN met par ailleurs à disposition un outil en ligne permettant de comparer l’évolution dans le temps de l’occupation des sols de la commune (ou de territoires à des échelles différentes). Plusieurs époques sont accessibles sous forme de cartes ou photos aériennes : la carte de Cassini (XVIIIe siècle), la carte d'état-major (1820-1866) et la période actuelle (1950 à aujourd'hui).

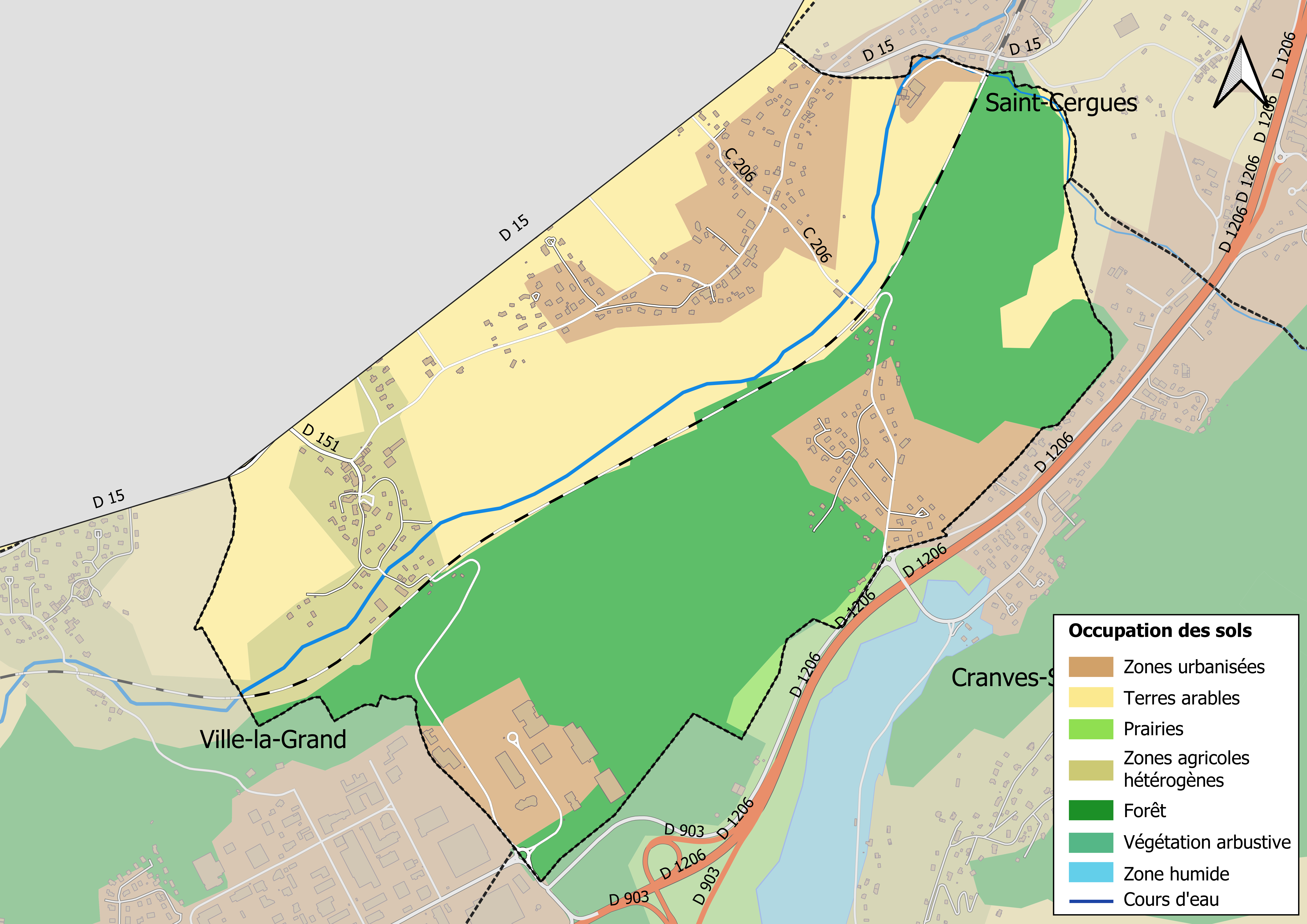
Carte des infrastructures et de l'occupation des sols en 2018 (CLC) de la commune.
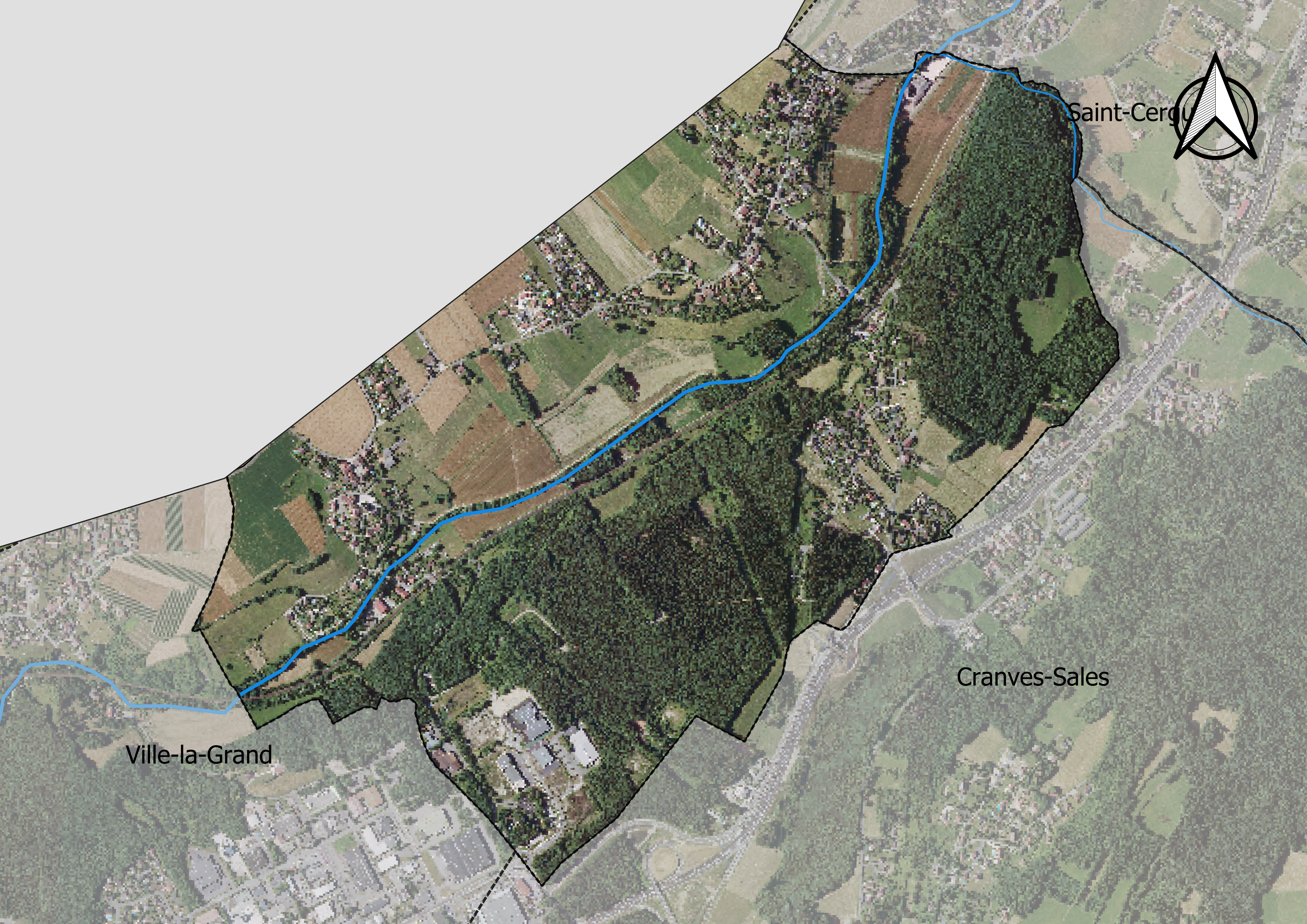
Carte orthophotogrammétrique de la commune.

## Toponymie
En francoprovençal, le nom de la commune s'écrit Zheuvnyi (graphie de Conflans) ou Jevegni (ORB).

## Histoire
Jusqu'en 1681, la paroisse de Juvigny est dépendante de celle de Ville-la-Grand.
Entre 1780 et 1837, Juvigny fait partie de la province de Carouge, division administrative des États de Savoie.
Le traité de Turin de 1816 ampute la partie nord-ouest de la commune au bénéfice du canton de Genève, ce qui deviendra une partie de Presinge.
Lors des débats sur l'avenir du duché de Savoie, en 1860, la population est sensible à l'idée d'une union de la partie nord du duché à la Suisse. Une pétition circule dans cette partie du pays (Chablais, Faucigny, Nord du Genevois) et réunit plus de 13 600 signatures, dont 51 pour la commune,. Le duché est réuni à la suite d'un plébiscite organisé les 22 et 23 avril 1860 où 99,8 % des Savoyards répondent « oui » à la question « La Savoie veut-elle être réunie à la France ? ».

## Politique et administration
| Période                                  | Période   | Identité        | Étiquette | Qualité |
| ---------------------------------------- | --------- | --------------- | --------- | ------- |
| Mars 2001                                | Mars 2008 | M. Deléaval     | ...       | ...     |
| Mars 2008                                | Mars 2014 | Guilhem Bedoian |           |         |
| Mars 2014                                | En cours  | Denis Maire     |           |         |
| Les données manquantes sont à compléter. |           |                 |           |         |

## Culture et société
Les habitants de la commune sont appelés les Juviniennes et les Juviniens.

### Démographie
L'évolution du nombre d'habitants est connue à travers les recensements de la population effectués dans la commune depuis 1793. Pour les communes de moins de 10 000 habitants, une enquête de recensement portant sur toute la population est réalisée tous les cinq ans, les populations de référence des années intermédiaires étant quant à elles estimées par interpolation ou extrapolation. Pour la commune, le premier recensement exhaustif entrant dans le cadre du nouveau dispositif a été réalisé en 2008.

En 2022, la commune comptait 634 habitants, en évolution de −1,71 % par rapport à 2016 (Haute-Savoie : +6,01 %, France hors Mayotte : +2,11 %).
| 1793 | 1800 | 1806 | 1822 | 1838 | 1848 | 1858 | 1861 | 1866 |
| ---- | ---- | ---- | ---- | ---- | ---- | ---- | ---- | ---- |
| 260  | 285  | 295  | 375  | 401  | 385  | 393  | 328  | 323  |

| 1872 | 1876 | 1881 | 1886 | 1891 | 1896 | 1901 | 1906 | 1911 |
| ---- | ---- | ---- | ---- | ---- | ---- | ---- | ---- | ---- |
| 293  | 283  | 287  | 317  | 264  | 254  | 250  | 238  | 239  |

| 1921 | 1926 | 1931 | 1936 | 1946 | 1954 | 1962 | 1968 | 1975 |
| ---- | ---- | ---- | ---- | ---- | ---- | ---- | ---- | ---- |
| 208  | 198  | 200  | 201  | 186  | 218  | 222  | 239  | 304  |

| 1982 | 1990 | 1999 | 2006 | 2008 | 2013 | 2018 | 2022 | - |
| ---- | ---- | ---- | ---- | ---- | ---- | ---- | ---- | - |
| 415  | 542  | 539  | 620  | 643  | 641  | 634  | 634  | - |

### Médias

#### Radios et télévisions
La commune est couverte par des antennes locales de radios dont France Bleu Pays de Savoie, ODS Radio… Enfin, la chaîne de télévision locale TV8 Mont-Blanc diffuse des émissions sur les pays de Savoie. Régulièrement, l'émission La Place du village expose la vie locale. France 3 et sa station régionale France 3 Alpes peuvent parfois relater les faits de vie de la commune.

#### Presse et magazines
La presse écrite locale est représentée par des titres comme Le Dauphiné libéré, L'Essor savoyard, Le Messager - édition Faucigny, le Courrier savoyard.

### Événements et manifestations
- Loto, salle communale, le dernier dimanche de novembre organisé par le Sou de l'école au profit des enfants de Juvigny.
- Vide-greniers, habituellement dans la deuxième moitié de septembre.
- Fête du village, habituellement dans la première moitié de septembre.

## Culture et patrimoine

### Personnalités liées à la commune
- Nabilla Benattia a passé une partie de son enfance dans le village.

### Lieux et monuments
- Église Saint-Martin (1841).